# NGC 1466
NGC 1466 je kuglasti skup u zviježđu Maloj vodenoj zmiji. 

## Vanjske poveznice
- SEDS: NGC 1466